# Дуброва (Березівський повіт)
Дуброва (пол. Dąbrówka Starzeńska) — розташоване на Закерзонні село в Польщі, у гміні Динів Ряшівського повіту Підкарпатського воєводства.
Населення — 445 осіб (2011).

## Розташування
Розташоване приблизно за 8 км на південь від адміністративного центру ґміни села Динів і за 33 км на південний схід від воєводського центру Ряшева на правому березі Сяну.

## Історія
У 1805 р. в селі закрито церкву, чим стимульовано поступове переведення українців на латинський обряд та подальшу їх полонізацію.
У 1880 р. в селі було 55 будинків і 371 мешканець. Греко-католики належали до парафії Селиська, яка входила до Бірчанського деканату Перемишльської єпархії.
На 1901 р. в селі було 90 греко-католиків, які після вивезення в 1914 р. селиського пароха до Талергофа майже всі перейшли на латинський обряд.
На 1936 р. в селі було 5 греко-католиків, які належали до парафії Селиська Динівського деканату Апостольської адміністрації Лемківщини. Метричні книги велися від 1783 р. Село належало до Березівського повіту Львівського воєводства.
У середині вересня 1939 року німці ввійшли в село, однак вже 26 вересня 1939 року змушені були відступити, оскільки за пактом Ріббентропа-Молотова правобережжя Сяну належало до радянської зони впливу. 27.11.1939 постановою Верховної Ради УРСР правобережна частина Березівського повіту в ході утворення Дрогобицької області включена до Добромильського повіту. 17 січня 1940 року село включене до новоутвореного Бірчанського району Дрогобицької області. В червні 1941, з початком Радянсько-німецької війни, територія знову була окупована німцями. В липні 1944 року радянські війська оволоділи цією територією. В березні 1945 року, у рамках підготовки до підписання Радянсько-польського договору про державний кордон зі складу Дрогобицької області правобережжя Сяну включно з Дубровою було передане до складу Польщі.
У 1975-1998 роках село належало до Перемишльського воєводства.

## Пам’ятки
В селі знаходяться оточені залишками парку руїни замку Кмітів (XV ст.), який брало штурмом УПА в 1945 р.

## Демографія
Демографічна структура станом на 31 березня 2011 року:
|          | Загалом | Допрацездатний вік | Працездатний вік | Постпрацездатний вік |
| -------- | ------- | ------------------ | ---------------- | -------------------- |
| Чоловіки | 220     | 49                 | 142              | 29                   |
| Жінки    | 225     | 50                 | 119              | 56                   |
| Разом    | 445     | 99                 | 261              | 85                   |